# Uristier (Band)
Uristier ist eine Schweizer Band. Sie stammt aus der Region Thun, wobei der Grossteil in Schwanden bei Sigriswil beheimatet ist. Die Texte von Uristier sind hauptsächlich Schweizerdeutsch geschrieben. Jedoch erschien 2005 die EP In Cherplatz we Trust, bei welcher die Texte komplett auf Englisch geschrieben waren. Uristier enthält hauptsächlich Stilelemente des Punks. Die Band selbst bezeichnet ihren Musikstil als Toiletcore.

## Biografie
Die ersten Demotapes der Band entstanden in der Zeit zwischen 1993 und 1996. Nach der Veröffentlichung der einer ersten Split-Single, welche zusammen mit der Band Amok Datum produziert wurde, folgten fünf weitere Alben sowie mehrere EPs oder Samplerbeiträge. 2006 folgte eine Tour mit mehreren Konzerten in Tschechien.

## Diskografie
- 1997: Split Single 7 (Single mit Amok Datum)
- 2000: Never cheat on armed teddies (Sampler)
- 2003: 6-lagig
- 2004: Realrocker (Sampler)
- 2005: Openair Schwanden (Live-CD)
- 2005: Checkpoint Cherplatz
- 2005: In Cherplatz we trust (EP auf Englisch)
- 2006: Toiletcore, Rosettenpunk und Gentlemenrock (Buch mit CD über Berner Punkszene)
- 2007: Helihansenarmy
- 2012: EP 150% Mokka
- 2012: Doppel-CD Aebiroad
- 2018: 25 Jahre URISTIER
- 2021: In Covid We Trust